# Złoty Puchar CONCACAF 2015 (składy)
Listy ze wstępnymi składami reprezentacji na Złoty Puchar CONCACAF 2015 liczącymi 35 piłkarzy zostały wysłane przez krajowe federacje do CONCACAF najpóźniej do 7 czerwca 2015. Terminem przesłania ostatecznych kadr, liczących 23 piłkarzy i ich numerację, był 27 czerwca 2015. Dwunastu zawodników spoza finałowego składu znalazło się na liście rezerwowej. Trzech zawodników z docelowego składu musiało być bramkarzami. Zawodnikom na ostatecznej liście krajowe federacje miały obowiązek przydzielić numery 1–23, z czego numer 1 zarezerwowany miał być dla bramkarza.
Kontuzjowany zawodnik z finalnego składu mógł być zastąpiony graczem z listy rezerwowej nie później niż dobę przed rozpoczęciem pierwszego meczu danej reprezentacji.
Reprezentacje, które awansowały do ćwierćfinału, miały prawo po zakończeniu fazy grupowej zastąpić maksymalnie sześciu piłkarzy z ostatecznego składu zawodnikami z listy rezerwowej. Powołani w taki sposób piłkarze musieli mieć przydzielone numery 24–29.
Mecze i gole w reprezentacji za National Football Teams; stan na dzień rozpoczęcia turnieju.

## Grupa A

### Haiti
Trener:  Marc Collat (ur. 24 maja 1950)
| Numer | Pozycja | Zawodnik              | Data urodzenia (wiek)          | Mecze | Bramki | Klub                     |
| ----- | ------- | --------------------- | ------------------------------ | ----- | ------ | ------------------------ |
| 1     | BR      | Johny Placide         | 29 stycznia 1988(dts) (27)     | 16    | 0      | Stade de Reims           |
| 2     | PO      | Jean Sony Alcénat     | 23 stycznia 1986(dts) (29)     | 56    | 7      | Petrolul Ploeszti        |
| 3     | OB      | Mechack Jérôme        | 21 kwietnia 1990(dts) (25)     | 40    | 1      | Charlotte Independence   |
| 4     | OB      | Kim Jaggy             | 14 listopada 1982(dts) (32)    | 12    | 1      | FC Aarau                 |
| 5     | OB      | Jean-Jacques Pierre   | 23 stycznia 1981(dts) (34)     | 36    | 2      | Angers                   |
| 6     | OB      | Frantz Bertin         | 30 maja 1983(dts) (32)         | 38    | 1      | Aiginiakos               |
| 7     | PO      | Wilde-Donald Guerrier | 31 marca 1989(dts) (26)        | 26    | 6      | Wisła Kraków             |
| 8     | OB      | Réginal Goreux        | 31 grudnia 1987(dts) (27)      | 14    | 2      | FK Rostów                |
| 9     | NA      | Kervens Belfort       | 16 maja 1992(dts) (23)         | 21    | 9      | Ethnikos Achna           |
| 10    | PO      | Jeff Louis            | 8 sierpnia 1992(dts) (22)      | 20    | 2      | Standard Liège           |
| 11    | PO      | Pascal Millien        | 3 maja 1986(dts) (29)          | 22    | 1      | Jacksonville Armada      |
| 12    | BR      | Steward Ceus          | 26 marca 1987(dts) (28)        | 7     | 0      | Atlanta Silverbacks      |
| 13    | OB      | Kevin Lafrance        | 13 stycznia 1990(dts) (25)     | 16    | 2      | Miedź Legnica            |
| 14    | NA      | Duckens Nazon         | 7 kwietnia 1994(dts) (21)      | 4     | 0      | Stade Lavallois          |
| 15    | PO      | Sebastien Thurière    | 6 stycznia 1990(dts) (25)      | 8     | 0      | Charleston Battery       |
| 16    | OB      | Judelin Aveska        | 21 października 1987(dts) (27) | 43    | 1      | Gimnasia Jujuy           |
| 17    | PO      | James Marcelin        | 13 czerwca 1986(dts) (29)      | 25    | 3      | Fort Lauderdale Strikers |
| 18    | PO      | Soni Mustivar         | 12 lutego 1990(dts) (25)       | 6     | 0      | Sporting Kansas City     |
| 19    | OB      | Bitielo Jean Jacques  | 28 grudnia 1990(dts) (24)      | 4     | 0      | Kraze United             |
| 20    | PO      | Sony Norde            | 27 czerwca 1989(dts) (26)      | 18    | 2      | Mohun Bagan              |
| 21    | NA      | Jean-Eudes Maurice    | 21 czerwca 1986(dts) (29)      | 18    | 10     | Nea Salamina Famagusta   |
| 22    | PO      | Jean Alexandre        | 24 sierpnia 1986(dts) (28)     | 29    | 2      | Negeri Sembilan          |
| 23    | BR      | Jaafson Orgine        | 8 września 1991(dts) (23)      | 0     | 0      | Don Bosco                |

### Honduras
Trener:  Jorge Luis Pinto (ur. 16 grudnia 1952)
| Numer | Pozycja | Zawodnik            | Data urodzenia (wiek)       | Mecze | Bramki | Klub           |
| ----- | ------- | ------------------- | --------------------------- | ----- | ------ | -------------- |
| 1     | BR      | Luis López          | 13 września 1993(dts) (21)  | 0     | 0      | Real España    |
| 2     | OB      | Wilmer Crisanto     | 24 czerwca 1989(dts) (26)   | 17    | 0      | Motagua        |
| 3     | OB      | Maynor Figueroa (c) | 2 maja 1983(dts) (32)       | 117   | 4      | bez klubu      |
| 4     | OB      | Ever Alvarado       | 30 stycznia 1992(dts) (23)  | 0     | 0      | Olimpia        |
| 5     | OB      | Henry Figueroa      | 28 grudnia 1992(dts) (22)   | 7     | 0      | Motagua        |
| 6     | PO      | Bryan Acosta        | 24 listopada 1993(dts) (21) | 9     | 0      | Real España    |
| 7     | PO      | Carlos Discua       | 27 września 1984(dts) (30)  | 13    | 0      | Motagua        |
| 8     | NA      | Rubilio Castillo    | 26 listopada 1991(dts) (23) | 6     | 1      | Motagua        |
| 9     | NA      | Anthony Lozano      | 25 kwietnia 1993(dts) (22)  | 15    | 5      | Olimpia        |
| 10    | PO      | Mario Martínez      | 30 czerwca 1989(dts) (26)   | 52    | 4      | Real España    |
| 11    | PO      | Romell Quioto       | 9 sierpnia 1991(dts) (23)   | 11    | 0      | Olimpia        |
| 12    | OB      | Brayan García       | 26 maja 1993(dts) (22)      | 3     | 0      | Vida           |
| 13    | NA      | Eddie Hernández     | 27 lutego 1991(dts) (24)    | 5     | 0      | Motagua        |
| 14    | PO      | Óscar Boniek García | 4 sierpnia 1984(dts) (30)   | 102   | 2      | Houston Dynamo |
| 15    | NA      | Erick Andino        | 21 lipca 1989(dts) (25)     | 3     | 0      | Victoria       |
| 16    | OB      | Johnny Leverón      | 7 lutego 1990(dts) (25)     | 28    | 3      | Marathón       |
| 17    | PO      | Andy Najar          | 16 marca 1993(dts) (22)     | 28    | 3      | RSC Anderlecht |
| 18    | BR      | Noel Valladares     | 3 maja 1977(dts) (38)       | 129   | 0      | Olimpia        |
| 19    | PO      | Alfredo Mejía       | 3 kwietnia 1990(dts) (25)   | 19    | 1      | Panthrakikos   |
| 20    | PO      | Jorge Claros        | 8 stycznia 1986(dts) (29)   | 57    | 3      | Qingdao Jonoon |
| 21    | OB      | Brayan Beckeles     | 28 listopada 1985(dts) (29) | 32    | 1      | Boavista FC    |
| 22    | BR      | Donis Escober       | 3 lutego 1981(dts) (34)     | 34    | 0      | Olimpia        |
| 23    | OB      | Johnny Palacios     | 20 grudnia 1986(dts) (28)   | 20    | 0      | Olimpia        |

### Panama
Trener:  Hernán Darío Gómez (ur. 3 lutego 1956)
| Numer | Pozycja | Zawodnik          | Data urodzenia (wiek)          | Mecze | Bramki | Klub                   |
| ----- | ------- | ----------------- | ------------------------------ | ----- | ------ | ---------------------- |
| 1     | BR      | Jaime Penedo      | 26 września 1981(dts) (33)     | 102   | 0      | Los Angeles Galaxy     |
| 2     | PO      | Valentín Pimentel | 30 maja 1991(dts) (24)         | 2     | 0      | Plaza Amador           |
| 3     | OB      | Harold Cummings   | 1 marca 1992(dts) (23)         | 33    | 0      | Santa Fe               |
| 4     | PO      | Alfredo Stephens  | 25 grudnia 1994(dts) (20)      | 5     | 0      | Chorrillo              |
| 5     | OB      | Román Torres (c)  | 10 marca 1986(dts) (29)        | 89    | 7      | Millonarios            |
| 6     | PO      | Gabriel Gómez     | 29 maja 1984(dts) (31)         | 108   | 10     | Herediano              |
| 7     | NA      | Blas Pérez        | 13 marca 1981(dts) (34)        | 91    | 35     | FC Dallas              |
| 8     | NA      | Gabriel Torres    | 31 października 1988(dts) (26) | 48    | 9      | Colorado Rapids        |
| 9     | NA      | Roberto Nurse     | 16 grudnia 1983(dts) (31)      | 10    | 2      | Dorados                |
| 10    | NA      | Luis Tejada       | 28 marca 1982(dts) (33)        | 81    | 37     | Juan Aurich            |
| 11    | PO      | Armando Cooper    | 26 listopada 1987(dts) (27)    | 54    | 3      | FC St. Pauli           |
| 12    | BR      | Luis Mejía        | 16 marca 1991(dts) (24)        | 12    | 0      | Fénix                  |
| 13    | OB      | Adolfo Machado    | 14 lutego 1985(dts) (30)       | 45    | 1      | Saprissa               |
| 14    | PO      | Miguel Camargo    | 9 maja 1993(dts) (22)          | 4     | 0      | Chorrillo              |
| 15    | OB      | Erick Davis       | 31 marca 1991(dts) (24)        | 19    | 0      | Sporting San Miguelito |
| 16    | NA      | Rolando Blackburn | 9 stycznia 1990(dts) (25)      | 17    | 3      | Comunicaciones         |
| 17    | OB      | Luis Henríquez    | 23 listopada 1981(dts) (33)    | 74    | 2      | Lech Poznań            |
| 18    | PO      | Darwin Pinzón     | 2 kwietnia 1994(dts) (21)      | 6     | 3      | Sporting San Miguelito |
| 19    | PO      | Alberto Quintero  | 18 grudnia 1987(dts) (27)      | 54    | 3      | Lobos BUAP             |
| 20    | PO      | Aníbal Godoy      | 10 lutego 1990(dts) (25)       | 51    | 1      | Budapest Honvéd        |
| 21    | BR      | José Calderón     | 14 sierpnia 1985(dts) (29)     | 10    | 0      | Coatepeque             |
| 22    | NA      | Abdiel Arroyo     | 13 grudnia 1993(dts) (21)      | 2     | 0      | Árabe Unido            |
| 23    | OB      | Ángel Patrick     | 27 lutego 1992(dts) (23)       | 2     | 0      | Árabe Unido            |

### Stany Zjednoczone
Trener:  Jürgen Klinsmann (ur. 30 lipca 1964)
| Numer | Pozycja | Zawodnik            | Data urodzenia (wiek)          | Mecze | Bramki | Klub                     |
| ----- | ------- | ------------------- | ------------------------------ | ----- | ------ | ------------------------ |
| 1     | BR      | Brad Guzan          | 9 września 1984(dts) (30)      | 31    | 0      | Aston Villa              |
| 2     | PO      | DeAndre Yedlin      | 9 lipca 1993(dts) (21)         | 18    | 0      | Tottenham Hotspur        |
| 3     | OB      | Omar Gonzalez       | 11 października 1988(dts) (26) | 26    | 0      | Los Angeles Galaxy       |
| 4     | PO      | Michael Bradley (c) | 31 lipca 1987(dts) (27)        | 99    | 13     | Toronto FC               |
| 5     | PO      | Kyle Beckerman      | 23 kwietnia 1982(dts) (33)     | 45    | 1      | Real Salt Lake           |
| 6     | OB      | John Anthony Brooks | 28 stycznia 1993(dts) (22)     | 13    | 2      | Hertha BSC               |
| 7     | PO      | Alfredo Morales     | 12 maja 1990(dts) (25)         | 11    | 0      | Ingolstadt 04            |
| 8     | NA      | Clint Dempsey       | 9 marca 1983(dts) (32)         | 113   | 41     | Seattle Sounders         |
| 9     | NA      | Aron Jóhannsson     | 10 listopada 1990(dts) (24)    | 12    | 3      | AZ Alkmaar               |
| 10    | PO      | Mix Diskerud        | 2 października 1990(dts) (24)  | 31    | 6      | New York City            |
| 11    | PO      | Alejandro Bedoya    | 29 kwietnia 1987(dts) (28)     | 39    | 2      | FC Nantes                |
| 12    | BR      | Nick Rimando        | 17 czerwca 1979(dts) (36)      | 21    | 0      | Real Salt Lake           |
| 13    | OB      | Ventura Alvarado    | 16 sierpnia 1992(dts) (22)     | 6     | 0      | Club América             |
| 14    | PO      | Brad Davis          | 8 listopada 1981(dts) (33)     | 17    | 0      | Houston Dynamo           |
| 15    | OB      | Tim Ream            | 5 października 1987(dts) (27)  | 13    | 0      | Bolton Wanderers         |
| 16    | OB      | Brad Evans          | 20 kwietnia 1985(dts) (30)     | 19    | 1      | Seattle Sounders         |
| 17    | NA      | Jozy Altidore       | 6 listopada 1989(dts) (25)     | 81    | 27     | Toronto FC               |
| 18    | NA      | Chris Wondolowski   | 28 stycznia 1983(dts) (32)     | 28    | 10     | San Jose Earthquakes     |
| 19    | PO      | Graham Zusi         | 18 sierpnia 1986(dts) (28)     | 29    | 3      | Sporting Kansas City     |
| 20    | PO      | Gyasi Zardes        | 2 września 1991(dts) (23)      | 8     | 1      | Los Angeles Galaxy       |
| 21    | OB      | Timothy Chandler    | 29 marca 1990(dts) (25)        | 22    | 1      | Eintracht Frankfurt      |
| 22    | BR      | William Yarbrough   | 20 marca 1989(dts) (26)        | 2     | 0      | León                     |
| 23    | OB      | Fabian Johnson      | 11 grudnia 1987(dts) (27)      | 33    | 1      | Borussia Mönchengladbach |

## Grupa B

### Jamajka
Trener:  Winfried Schäfer (ur. 10 stycznia 1950)
| Numer | Pozycja | Zawodnik           | Data urodzenia (wiek)          | Mecze | Bramki | Klub                   |
| ----- | ------- | ------------------ | ------------------------------ | ----- | ------ | ---------------------- |
| 1     | BR      | Andre Blake        | 21 listopada 1990(dts) (24)    | 9     | 0      | Philadelphia Union     |
| 2     | PO      | Chris Humphrey     | 19 września 1987(dts) (27)     | 7     | 0      | Preston North End      |
| 3     | OB      | Michael Hector     | 19 lipca 1992(dts) (22)        | 3     | 0      | Reading                |
| 4     | OB      | Wes Morgan         | 21 lutego 1984(dts) (31)       | 15    | 0      | Leicester City         |
| 5     | OB      | Alvas Powell       | 18 lipca 1994(dts) (20)        | 18    | 0      | Portland Timbers       |
| 6     | OB      | Lance Laing        | 28 lutego 1988(dts) (27)       | 7     | 0      | FC Edmonton            |
| 7     | NA      | Andre Clennon      | 15 sierpnia 1989(dts) (25)     | 1     | 0      | Arnett Gardens         |
| 8     | NA      | Michael Seaton     | 1 maja 1996(dts) (19)          | 12    | 2      | Örebro SK              |
| 9     | NA      | Giles Barnes       | 5 sierpnia 1988(dts) (26)      | 5     | 1      | Houston Dynamo         |
| 10    | PO      | Jobi McAnuff       | 9 listopada 1981(dts) (33)     | 16    | 0      | Leyton Orient          |
| 11    | NA      | Darren Mattocks    | 2 września 1990(dts) (24)      | 24    | 8      | Vancouver Whitecaps    |
| 12    | OB      | Demar Phillips     | 23 września 1983(dts) (31)     | 67    | 12     | Real Salt Lake         |
| 13    | BR      | Dwayne Miller      | 14 lipca 1987(dts) (27)        | 35    | 0      | Syrianska              |
| 14    | NA      | Allan Ottey        | 18 grudnia 1992(dts) (22)      | 0     | 0      | Montego Bay United     |
| 15    | PO      | Je-Vaughn Watson   | 22 października 1983(dts) (31) | 43    | 1      | FC Dallas              |
| 16    | PO      | Joel Grant         | 26 sierpnia 1987(dts) (27)     | 10    | 1      | Yeovil Town            |
| 17    | PO      | Rodolph Austin (c) | 1 czerwca 1985(dts) (30)       | 76    | 6      | bez klubu              |
| 18    | PO      | Simon Dawkins      | 1 grudnia 1987(dts) (27)       | 11    | 2      | Derby County           |
| 19    | OB      | Adrian Mariappa    | 3 października 1986(dts) (28)  | 24    | 0      | Crystal Palace         |
| 20    | OB      | Kemar Lawrence     | 17 września 1992(dts) (22)     | 19    | 2      | New York Red Bulls     |
| 21    | OB      | Jermaine Taylor    | 14 stycznia 1985(dts) (30)     | 81    | 0      | Houston Dynamo         |
| 22    | PO      | Garath McCleary    | 15 maja 1987(dts) (28)         | 12    | 1      | Reading                |
| 23    | BR      | Ryan Thompson      | 7 stycznia 1985(dts) (30)      | 3     | 0      | Pittsburgh Riverhounds |

### Kanada
Trener:  Benito Floro (ur. 2 czerwca 1952)
| Numer | Pozycja | Zawodnik            | Data urodzenia (wiek)          | Mecze | Bramki | Klub                 |
| ----- | ------- | ------------------- | ------------------------------ | ----- | ------ | -------------------- |
| 1     | BR      | Lars Hirschfeld     | 17 października 1978(dts) (36) | 48    | 0      | Vålerenga Fotball    |
| 2     | OB      | Nikolas Ledgerwood  | 16 stycznia 1985(dts) (30)     | 41    | 0      | Energie Cottbus      |
| 3     | OB      | Ashtone Morgan      | 9 lutego 1991(dts) (24)        | 13    | 0      | Toronto FC           |
| 4     | OB      | André Hainault      | 17 czerwca 1986(dts) (29)      | 41    | 2      | VfR Aalen            |
| 5     | PO      | David Edgar         | 19 maja 1987(dts) (28)         | 29    | 2      | Birmingham City      |
| 6     | PO      | Julián de Guzmán    | 25 marca 1981(dts) (34)        | 80    | 5      | Ottawa Fury          |
| 7     | PO      | Russell Teibert     | 22 grudnia 1992(dts) (22)      | 13    | 1      | Vancouver Whitecaps  |
| 8     | PO      | Kyle Bekker         | 2 września 1990(dts) (24)      | 15    | 0      | FC Dallas            |
| 9     | PO      | Tosaint Ricketts    | 5 sierpnia 1987(dts) (27)      | 39    | 10     | Hapoel Hajfa         |
| 10    | NA      | Simeon Jackson      | 28 marca 1987(dts) (28)        | 44    | 6      | Coventry City        |
| 11    | NA      | Marcus Haber        | 11 stycznia 1989(dts) (26)     | 15    | 2      | Crewe Alexandra      |
| 12    | OB      | Dejan Jaković       | 16 lipca 1985(dts) (29)        | 22    | 0      | Shimizu S-Pulse      |
| 13    | PO      | Jonathan Osorio     | 12 czerwca 1992(dts) (23)      | 11    | 0      | Toronto FC           |
| 14    | PO      | Samuel Piette       | 12 listopada 1994(dts) (20)    | 15    | 0      | Deportivo La Coruña  |
| 15    | OB      | Adam Straith        | 11 września 1990(dts) (24)     | 24    | 0      | Fredrikstad          |
| 16    | PO      | Maxim Tissot        | 13 kwietnia 1992(dts) (23)     | 6     | 0      | Montreal Impact      |
| 17    | PO      | Marcel de Jong      | 15 października 1986(dts) (28) | 33    | 2      | Sporting Kansas City |
| 18    | BR      | Quillan Roberts     | 13 września 1994(dts) (20)     | 1     | 0      | Toronto              |
| 19    | PO      | Pedro Pacheco       | 27 czerwca 1984(dts) (31)      | 19    | 0      | CD Santa Clara       |
| 20    | OB      | Karl Ouimette       | 18 czerwca 1992(dts) (23)      | 9     | 0      | New York Red Bulls   |
| 21    | NA      | Cyle Larin          | 17 kwietnia 1995(dts) (20)     | 7     | 3      | Orlando City         |
| 22    | BR      | Kenny Stamatopoulos | 28 sierpnia 1979(dts) (35)     | 14    | 0      | AIK Fotboll          |
| 23    | PO      | Tesho Akindele      | 31 marca 1992(dts) (23)        | 2     | 1      | FC Dallas            |

### Kostaryka
Trener:  Paulo Wanchope (ur. 31 lipca 1976)
| Numer | Pozycja | Zawodnik           | Data urodzenia (wiek)          | Mecze | Bramki | Klub                 |
| ----- | ------- | ------------------ | ------------------------------ | ----- | ------ | -------------------- |
| 1     | BR      | Danny Carvajal     | 8 stycznia 1989(dts) (26)      | 0     | 0      | Saprissa             |
| 2     | OB      | Francisco Calvo    | 8 lipca 1992(dts) (22)         | 6     | 0      | Saprissa             |
| 3     | OB      | Giancarlo González | 8 lutego 1988(dts) (27)        | 43    | 2      | US Palermo           |
| 4     | OB      | Michael Umaña      | 16 lipca 1982(dts) (32)        | 90    | 1      | Persepolis           |
| 5     | PO      | Celso Borges       | 27 maja 1988(dts) (27)         | 78    | 19     | Deportivo La Coruña  |
| 6     | OB      | Keyner Brown       | 30 grudnia 1991(dts) (23)      | 2     | 0      | Herediano            |
| 7     | PO      | Elías Aguilar      | 7 listopada 1991(dts) (23)     | 4     | 0      | Herediano            |
| 8     | OB      | David Myrie        | 1 czerwca 1988(dts) (27)       | 19    | 0      | Herediano            |
| 9     | NA      | Álvaro Saborío     | 25 marca 1982(dts) (33)        | 100   | 34     | Real Salt Lake       |
| 10    | PO      | Bryan Ruiz (c)     | 18 sierpnia 1985(dts) (29)     | 77    | 17     | Fulham               |
| 11    | NA      | Jonathan McDonald  | 28 października 1987(dts) (27) | 9     | 0      | Alajuelense          |
| 12    | NA      | Joel Campbell      | 26 czerwca 1992(dts) (23)      | 47    | 10     | Arsenal              |
| 13    | PO      | Marvin Angulo      | 30 września 1986(dts) (28)     | 2     | 0      | Saprissa             |
| 14    | PO      | Deyver Vega        | 19 września 1992(dts) (22)     | 5     | 0      | Saprissa             |
| 15    | OB      | Júnior Díaz        | 12 września 1983(dts) (31)     | 75    | 1      | 1. FSV Mainz 05      |
| 16    | OB      | Cristian Gamboa    | 24 października 1989(dts) (25) | 36    | 1      | West Bromwich Albion |
| 17    | PO      | Johan Venegas      | 27 listopada 1988(dts) (26)    | 11    | 4      | Alajuelense          |
| 18    | BR      | Patrick Pemberton  | 24 kwietnia 1982(dts) (33)     | 24    | 0      | Alajuelense          |
| 19    | OB      | Roy Miller         | 24 listopada 1984(dts) (30)    | 53    | 1      | New York Red Bulls   |
| 20    | PO      | David Guzmán       | 18 lutego 1990(dts) (25)       | 16    | 0      | Saprissa             |
| 21    | NA      | David Ramírez      | 28 maja 1993(dts) (22)         | 7     | 2      | Saprissa             |
| 22    | PO      | José Cubero        | 14 lutego 1987(dts) (28)       | 46    | 2      | Blackpool            |
| 23    | BR      | Esteban Alvarado   | 28 kwietnia 1989(dts) (26)     | 6     | 0      | bez klubu            |

### Salwador
Trener:  Albert Roca (ur. 20 października 1962)
| Numer | Pozycja | Zawodnik             | Data urodzenia (wiek)          | Mecze | Bramki | Klub               |
| ----- | ------- | -------------------- | ------------------------------ | ----- | ------ | ------------------ |
| 1     | BR      | Luis Contreras       | 27 października 1982(dts) (32) | 3     | 0      | FAS                |
| 2     | OB      | Moisés Xavier García | 26 czerwca 1990(dts) (25)      | 47    | 1      | FAS                |
| 3     | OB      | Milton Molina        | 2 lutego 1989(dts) (26)        | 23    | 0      | Isidro Metapán     |
| 4     | OB      | Danny Torres         | 7 listopada 1987(dts) (27)     | 5     | 0      | Alianza            |
| 5     | OB      | Alexander Mendoza    | 4 czerwca 1990(dts) (25)       | 18    | 0      | FAS                |
| 6     | PO      | Richard Menjívar     | 31 października 1990(dts) (24) | 23    | 1      | Tampa Bay Rowdies  |
| 7     | PO      | Darwin Cerén         | 31 grudnia 1989(dts) (25)      | 28    | 1      | Orlando City       |
| 8     | PO      | Jairo Henríquez      | 31 sierpnia 1993(dts) (21)     | 0     | 0      | FAS                |
| 9     | NA      | Rafael Burgos        | 3 czerwca 1988(dts) (27)       | 45    | 13     | Fredrikstad        |
| 10    | PO      | Jaime Alas           | 30 lipca 1989(dts) (25)        | 44    | 6      | Municipal          |
| 11    | NA      | Nelson Bonilla       | 11 września 1990(dts) (24)     | 19    | 7      | Viitorul Constanța |
| 12    | PO      | Arturo Álvarez (c)   | 28 czerwca 1985(dts) (30)      | 36    | 4      | Videoton           |
| 13    | OB      | Alexander Larín      | 27 czerwca 1992(dts) (23)      | 24    | 2      | Herediano          |
| 14    | PO      | Andrés Flores        | 31 sierpnia 1990(dts) (24)     | 45    | 0      | New York Cosmos    |
| 15    | PO      | Raúl Renderos        | 10 września 1988(dts) (26)     | 16    | 0      | FAS                |
| 16    | PO      | Narciso Orellana     | 28 stycznia 1995(dts) (20)     | 5     | 0      | Isidro Metapán     |
| 17    | OB      | Henry Romero         | 17 października 1991(dts) (23) | 4     | 0      | Águila             |
| 18    | BR      | Óscar Arroyo         | 28 stycznia 1990(dts) (25)     | 0     | 0      | Alianza            |
| 19    | NA      | Irvin Herrera        | 30 sierpnia 1991(dts) (23)     | 5     | 1      | Santa Tecla        |
| 20    | PO      | Pablo Punyed         | 18 kwietnia 1990(dts) (25)     | 8     | 0      | Stjarnan           |
| 21    | PO      | Dustin Corea         | 21 marca 1992(dts) (23)        | 6     | 0      | FAS                |
| 22    | BR      | Derby Carrillo       | 19 września 1987(dts) (27)     | 9     | 0      | Santa Tecla        |
| 23    | PO      | William Maldonado    | 3 stycznia 1990(dts) (25)      | 2     | 0      | Santa Tecla        |

## Grupa C

### Gwatemala
Trener:  Iván Franco Sopegno (ur. 25 września 1963)
| Numer | Pozycja | Zawodnik              | Data urodzenia (wiek)       | Mecze | Bramki | Klub              |
| ----- | ------- | --------------------- | --------------------------- | ----- | ------ | ----------------- |
| 1     | BR      | Víctor Ayala          | 8 maja 1989(dts) (26)       | 0     | 0      | Antigua GFC       |
| 2     | OB      | Rubén Morales         | 4 czerwca 1987(dts) (28)    | 14    | 0      | Comunicaciones    |
| 3     | OB      | Elías Vásquez         | 18 czerwca 1992(dts) (23)   | 29    | 0      | Real Salt Lake    |
| 4     | OB      | Wilson Lalín          | 3 maja 1985(dts) (30)       | 19    | 1      | Comunicaciones    |
| 5     | OB      | Moisés Hernández      | 5 marca 1992(dts) (23)      | 4     | 0      | FC Dallas         |
| 6     | PO      | Carlos Mejía          | 13 listopada 1991(dts) (23) | 11    | 0      | Comunicaciones    |
| 7     | NA      | Jairo Arreola         | 20 września 1985(dts) (29)  | 23    | 0      | Comunicaciones    |
| 8     | PO      | Jean Márquez          | 6 marca 1985(dts) (30)      | 35    | 0      | Comunicaciones    |
| 9     | NA      | Edgar Chinchilla      | 8 maja 1987(dts) (28)       | 4     | 0      | Antigua GFC       |
| 10    | PO      | José Manuel Contreras | 19 stycznia 1986(dts) (29)  | 61    | 5      | Comunicaciones    |
| 11    | PO      | Gerardo Arias         | 18 listopada 1985(dts) (29) | 5     | 0      | Petapa            |
| 12    | BR      | Paulo César Motta     | 29 marca 1982(dts) (33)     | 18    | 0      | Municipal         |
| 13    | OB      | Carlos Castrillo      | 16 maja 1985(dts) (30)      | 26    | 0      | Comunicaciones    |
| 14    | PO      | Kendel Herrarte       | 6 kwietnia 1992(dts) (23)   | 13    | 0      | Comunicaciones    |
| 15    | OB      | Denis López           | 2 stycznia 1986(dts) (29)   | 7     | 0      | Municipal         |
| 16    | PO      | Marco Pappa           | 15 listopada 1987(dts) (27) | 47    | 10     | Seattle Sounders  |
| 17    | PO      | Brandon de León       | 30 września 1993(dts) (21)  | 6     | 0      | Comunicaciones    |
| 18    | OB      | Stefano Cincotta      | 28 lutego 1991(dts) (24)    | 6     | 1      | Chemnitzer FC     |
| 19    | PO      | Carlos Figueroa       | 19 kwietnia 1980(dts) (35)  | 58    | 6      | Comunicaciones    |
| 20    | NA      | Carlos Ruiz (c)       | 15 września 1979(dts) (35)  | 113   | 53     | Municipal         |
| 21    | BR      | Ricardo Jérez         | 4 lutego 1986(dts) (29)     | 43    | 0      | Alianza Petrolera |
| 22    | NA      | Minor López           | 1 lutego 1987(dts) (28)     | 35    | 6      | Atlético CP       |
| 23    | PO      | Jorge Aparicio        | 21 listopada 1992(dts) (22) | 8     | 0      | Comunicaciones    |

### Kuba
Trener:  Raúl González (ur. 14 lutego 1968)
| Numer | Pozycja | Zawodnik            | Data urodzenia (wiek)          | Mecze | Bramki | Klub            |
| ----- | ------- | ------------------- | ------------------------------ | ----- | ------ | --------------- |
| 1     | BR      | Sandy Sánchez       | 24 maja 1994(dts) (21)         | 2     | 0      | Las Tunas       |
| 2     | OB      | Andy Baquero        | 17 marca 1994(dts) (21)        | 3     | 0      | La Habana       |
| 3     | OB      | Yénier Márquez (c)  | 3 stycznia 1979(dts) (36)      | 110   | 14     | Villa Clara     |
| 4     | OB      | Ángel Horta         | 17 marca 1984(dts) (31)        | 0     | 0      | Camagüey        |
| 5     | OB      | Jorge Luis Clavelo  | 8 sierpnia 1982(dts) (32)      | 46    | 2      | Villa Clara     |
| 6     | OB      | Yaisnier Nápoles    | 20 października 1987(dts) (27) | 0     | 0      | Camagüey        |
| 7     | PO      | Darío Suárez        | 8 sierpnia 1992(dts) (22)      | 2     | 0      | La Habana       |
| 8     | PO      | Alberto Gómez       | 12 lutego 1988(dts) (27)       | 32    | 1      | Guantánamo      |
| 9     | NA      | Maikel Reyes        | 4 marca 1993(dts) (22)         | 6     | 1      | Pinar del Río   |
| 10    | PO      | Ariel Martínez      | 9 maja 1986(dts) (29)          | 50    | 11     | Sancti Spíritus |
| 11    | NA      | Keiler García       | 14 stycznia 1990(dts) (25)     | 5     | 0      | Camagüey        |
| 12    | BR      | Arael Argüelles     | 30 kwietnia 1987(dts) (28)     | 1     | 0      | Cienfuegos      |
| 13    | OB      | Jorge Luis Corrales | 20 maja 1991(dts) (24)         | 31    | 1      | Pinar del Río   |
| 14    | PO      | Arichel Hernández   | 20 września 1993(dts) (21)     | 7     | 0      | Villa Clara     |
| 15    | OB      | Adrián Diz          | 4 marca 1994(dts) (21)         | 10    | 0      | La Habana       |
| 16    | OB      | Hánier Dranguet     | 27 kwietnia 1982(dts) (33)     | 32    | 1      | Guantánamo      |
| 17    | PO      | Dairon Pérez        | 5 sierpnia 1990(dts) (24)      | 1     | 0      | Camagüey        |
| 18    | PO      | Daniel Luis         | 11 maja 1994(dts) (21)         | 2     | 0      | La Habana       |
| 19    | OB      | Yasmany López       | 11 października 1987(dts) (27) | 10    | 1      | Ciego de Ávila  |
| 20    | NA      | Armando Coroneaux   | 2 czerwca 1985(dts) (30)       | 20    | 4      | Camagüey        |
| 21    | BR      | Diosvelis Guerra    | 21 maja 1989(dts) (26)         | 9     | 0      | Artemisa        |
| 22    | PO      | Alaín Cervantes     | 17 listopada 1983(dts) (31)    | 64    | 8      | Ciego de Ávila  |
| 23    | PO      | Félix Guerra        | 14 stycznia 1989(dts) (26)     | 9     | 0      | Granma          |

### Meksyk
Trener:  Miguel Herrera (ur. 18 marca 1968)
| Numer | Pozycja | Zawodnik             | Data urodzenia (wiek)          | Mecze | Bramki | Klub          |
| ----- | ------- | -------------------- | ------------------------------ | ----- | ------ | ------------- |
| 1     | BR      | Moisés Muñoz         | 1 lutego 1980(dts) (35)        | 14    | 0      | Club América  |
| 2     | OB      | Francisco Rodríguez  | 20 października 1981(dts) (33) | 103   | 1      | Cruz Azul     |
| 3     | OB      | Yasser Corona        | 28 lipca 1987(dts) (27)        | 0     | 0      | Querétaro     |
| 4     | OB      | Miguel Ángel Herrera | 3 kwietnia 1989(dts) (26)      | 3     | 0      | Pachuca       |
| 5     | OB      | Diego Reyes          | 19 września 1992(dts) (22)     | 21    | 0      | FC Porto      |
| 6     | PO      | Héctor Herrera       | 19 kwietnia 1990(dts) (25)     | 26    | 0      | FC Porto      |
| 7     | OB      | Miguel Layún         | 25 czerwca 1988(dts) (27)      | 26    | 3      | Watford       |
| 8     | PO      | Jonathan dos Santos  | 26 kwietnia 1990(dts) (25)     | 11    | 0      | Villarreal CF |
| 9     | NA      | Jesús Manuel Corona  | 6 stycznia 1993(dts) (22)      | 9     | 1      | FC Twente     |
| 10    | NA      | Giovani dos Santos   | 11 maja 1989(dts) (26)         | 87    | 16     | Villarreal CF |
| 11    | NA      | Carlos Vela          | 1 marca 1989(dts) (26)         | 39    | 11     | Real Sociedad |
| 12    | BR      | Jonathan Orozco      | 12 maja 1986(dts) (29)         | 6     | 0      | Monterrey     |
| 13    | BR      | Guillermo Ochoa      | 13 lipca 1985(dts) (29)        | 68    | 0      | Málaga CF     |
| 14    | NA      | Javier Hernández     | 1 czerwca 1988(dts) (27)       | 74    | 40     | Real Madryt   |
| 15    | OB      | Héctor Moreno        | 17 stycznia 1988(dts) (27)     | 59    | 1      | RCD Espanyol  |
| 16    | PO      | Antonio Ríos         | 24 października 1988(dts) (26) | 7     | 0      | Toluca        |
| 17    | PO      | Jorge Torres Nilo    | 16 stycznia 1988(dts) (27)     | 40    | 1      | Tigres UANL   |
| 18    | PO      | Andrés Guardado (c)  | 28 września 1986(dts) (28)     | 115   | 15     | PSV Eindhoven |
| 19    | NA      | Oribe Peralta        | 12 stycznia 1984(dts) (31)     | 39    | 17     | Club América  |
| 20    | PO      | Jesús Dueñas         | 16 marca 1989(dts) (26)        | 2     | 0      | Tigres UANL   |
| 21    | NA      | Carlos Esquivel      | 10 kwietnia 1982(dts) (33)     | 11    | 0      | Toluca        |
| 22    | OB      | Paul Aguilar         | 6 marca 1986(dts) (29)         | 43    | 3      | Club América  |
| 23    | PO      | José Juan Vázquez    | 14 marca 1988(dts) (27)        | 14    | 0      | León          |

### Trynidad i Tobago
Trener:  Stephen Hart (ur. 15 marca 1960)
| Numer | Pozycja | Zawodnik             | Data urodzenia (wiek)          | Mecze | Bramki | Klub                   |
| ----- | ------- | -------------------- | ------------------------------ | ----- | ------ | ---------------------- |
| 1     | BR      | Marvin Phillip       | 8 stycznia 1984(dts) (31)      | 48    | 0      | Point Fortin Civic     |
| 2     | OB      | Aubrey David         | 11 października 1990(dts) (24) | 20    | 1      | Szachtior Karaganda    |
| 3     | PO      | Joevin Jones         | 8 marca 1991(dts) (24)         | 41    | 0      | Chicago Fire           |
| 4     | OB      | Sheldon Bateau       | 29 stycznia 1991(dts) (24)     | 12    | 0      | Mechelen               |
| 5     | OB      | Daneil Cyrus         | 15 grudnia 1990(dts) (24)      | 42    | 0      | Hà Nội T&T             |
| 6     | OB      | Radanfah Abu Bakr    | 12 lutego 1987(dts) (28)       | 19    | 1      | HB Køge                |
| 7     | NA      | Jonathan Glenn       | 27 sierpnia 1987(dts) (27)     | 2     | 0      | Vestmannaeyja          |
| 8     | PO      | Khaleem Hyland       | 5 czerwca 1989(dts) (26)       | 49    | 2      | KRC Genk               |
| 9     | NA      | Kenwyne Jones (c)    | 5 października 1984(dts) (30)  | 71    | 18     | Cardiff City           |
| 10    | NA      | Willis Plaza         | 3 sierpnia 1987(dts) (27)      | 15    | 5      | Central                |
| 11    | NA      | Ataullah Guerra      | 14 listopada 1987(dts) (27)    | 37    | 5      | Central                |
| 12    | NA      | Kadeem Corbin        | 3 kwietnia 1996(dts) (19)      | 1     | 0      | St. Ann's Rangers      |
| 13    | PO      | Cordell Cato         | 25 lipca 1992(dts) (22)        | 8     | 0      | San Jose Earthquakes   |
| 14    | PO      | Andre Boucaud        | 10 września 1984(dts) (30)     | 25    | 1      | Dagenham & Redbridge   |
| 15    | PO      | Dwane James          | 4 grudnia 1988(dts) (26)       | 2     | 0      | North East Stars       |
| 16    | NA      | Rundell Winchester   | 16 grudnia 1993(dts) (21)      | 4     | 0      | Portland Timbers       |
| 17    | OB      | Mekeil Williams      | 24 lipca 1990(dts) (24)        | 3     | 1      | W Connection           |
| 18    | OB      | Yohance Marshall     | 22 stycznia 1986(dts) (29)     | 9     | 0      | Juventud Independiente |
| 19    | PO      | Kevan George         | 30 stycznia 1990(dts) (25)     | 11    | 0      | Columbus Crew          |
| 20    | PO      | Keron Cummings       | 28 maja 1988(dts) (27)         | 6     | 0      | North East Stars       |
| 21    | BR      | Jan-Michael Williams | 26 października 1984(dts) (30) | 65    | 0      | Central                |
| 22    | BR      | Adrian Foncette      | 10 października 1988(dts) (26) | 0     | 0      | Police                 |
| 23    | PO      | Lester Peltier       | 13 września 1988(dts) (26)     | 31    | 6      | Slovan Bratysława      |